# Eben Byers
Eben McBurney Byers (Pittsburgh, 12 aprile 1880 – Manhattan, 31 marzo 1932) è stato un golfista e imprenditore statunitense.

## Biografia
Figlio dell'industriale Alexander Byers, Eben Byers studiò al St. Paul's School di Concord in New Hampshire e allo Yale College di New Haven in Connecticut; allo stesso tempo cominciò a giocare a golf a livello amatoriale. Nel 1900 cominciò a qualificarsi per l'U.S. Amateur e raggiunse i migliori piazzamenti nel 1902, 1903 arrivando secondo e vincendoli nel 1906. In seguito divenne presidente dell'industria metallurgica Girard Iron and Metal Company, fondata nel 1904 dal padre nella città di Girard in Ohio. Partecipò all'U.S. Amateur fino al 1909, poi non si qualificò o non arrivò ai gironi finali, tranne nel 1913–1914 dove arrivò ai sedicesimi di finale.
Nel 1927 mentre tornava in treno dal Connecticut dopo la partita di college football tra Harvard e Yale, cadde dalla cuccetta del vagone letto e si ferì al braccio. Continuò ad avere un forte dolore, così il suo medico gli suggerì di assumere il Radithor, una medicina brevettata prodotta dal medico William J. A. Bailey che conteneva acqua distillata con un microcurie di radio 226 e di radio 228.
Byers cominciò a bere tre bottigliette al giorno di Radithor, arrivando ad un consumo totale di quasi 1400 bottigliette fino all'ottobre del 1930, quando smise di assumere il prodotto. Per allora aveva perso quasi tutta la mandibola e gli si erano sviluppati alcuni ascessi cerebrali causati da fori formatisi nelle ossa craniche, a cui si aggiunsero anche dei tumori. Morì nel 1932, a 51 anni, dopo due anni di atroci sofferenze al Doctors' Hospital di Manhattan. Venne fatta un'autopsia e aperta anche un'inchiesta penale, che portò poi al ritiro del Radithor dal commercio. Venne sepolto il giorno dopo nel cimitero di Allegheny a Pittsburgh, Pennsylvania, in una bara rivestita di piombo per evitare qualunque contaminazione radioattiva.